# 動物病院
動物病院（どうぶつびょういん）とは、獣医療法第2条第2項に定める、獣医師が飼育動物の診療の業務を行う施設の通称である。ここでは、飼育動物のうち産業動物を除いた、小動物（いわゆるペット）を対象とする診療施設について述べる。

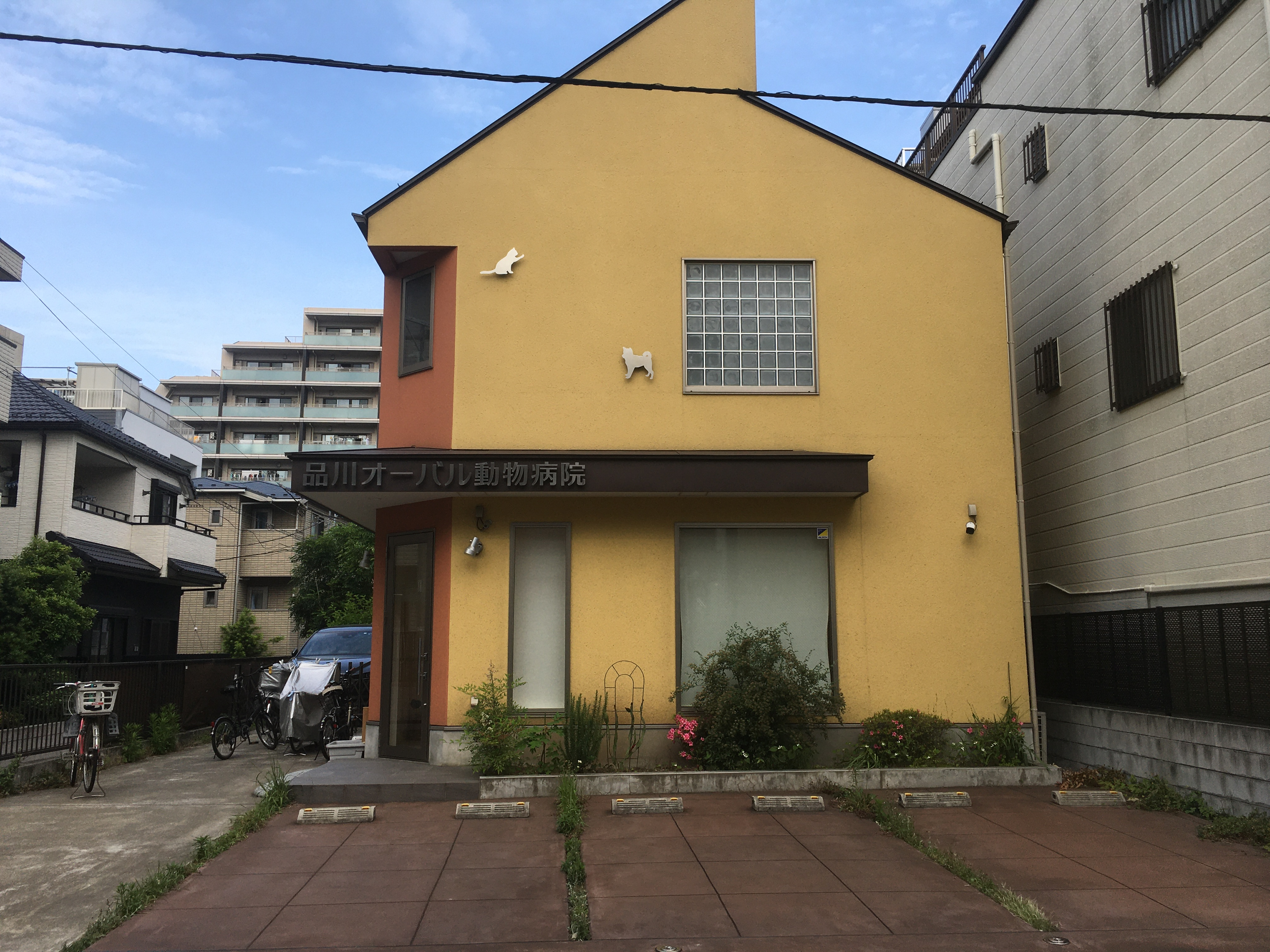
動物病院、品川区にて

数名から数十名の獣医師の他、動物看護師などで成り立つ。犬猫病院、アニマルメディカルセンターなどと呼ばれることもある。なお獣医師であれば犬猫以外の動物の知識も持ち合わせており、犬猫病院という名称であっても、他の動物の診察を行う場合も多い。

## 施設
動物病院は、全国に11,981院存在する（産業動物を除く。平成30年12月31日時点）。そのうち、約6割が個人経営であり、株式会社や社団法人が運営している病院もある。
人間の病院や診療所では、「呼吸器科」や「皮膚科」「眼科」等、診療する分野が絞られているが、動物病院では多くの場合、様々な動物種の骨折からガンまで診察する。この為、一般の動物病院の獣医師は、広く網羅的な知識を必要としている。
昨今では、ペットは家族の一員として捉え、人間のような医療を求める飼い主も多い。この為、24時間対応の動物緊急救命施設や、難しい病気の際に動物病院から紹介されて受診する、高度医療機器や専門診療知識を有する獣医師による先進医療を行う二次診療専門の動物病院もある。

## 設備
設備には、手術室、入院室、レントゲン、顕微鏡、滅菌器、血液検査装置などがある。
一部の動物病院には、MRI・CT・PET・放射線治療装置など人間の診断・治療にも使われる高度な医療（検査）機器をそろえている。
これらの医療機器は高額であるため、獣医師が開業するにあたっては、数千万円以上の自己資金が必要となる。
ただし、高度な診断・治療を要する場合には、二次診療動物病院等の外部に紹介する病院が増えており、必ずしも院内に機器を初期導入する必要もなくなりつつあるので開業時の資金面での敷居は下がっていると考えられる。
近年のペットブームの影響を受けて世界中で動物病院が増えている。また、その必要性から、最近では保健所などにも設置されるケースもある。

## 治療費と保険制度

### 治療費
検査・治療にかかる費用は、自由診療の為高額になるケースがある。
例えば、初回の検査と手術、１週間の入院で10万円から50万円かかるケースもある。
病院側で立ち上げているホームページなどで料金を詳しく掲載している病院もある。

### 保険制度
獣医診療には、人のような公的な健康保険制度がない。民間の損保保険会社から、診療費の一部を負担するペット保険が販売されている。業界最大手のアニコム損保の契約件数は、2012年12月末時点で約43万3千件となっている（前年同月比13％増）。

## 病気について
獣医師試験で、魚類や昆虫なども試験対象となっていることから、対応できる病院では、それらの治療も行われる。